# ویتریمرها
ویتریمرها دسته‌ای از پلاستیک‌های مشتق شده از پلیمرهای ترموست بوده و بسیار مشابه آن‌ها هستند. ویتریمرها از شبکه‌های مولکولی کووالانسی تشکیل می‌شوند که می‌تواند توپولوژی آن‌ها را با واکنش‌های تعویض پیوند فعال شده با حرارت تغییر دهد. در دماهای بالا می‌توانند مانند مایعات ویسکوالاستیک جریان یابند، در دماهای پایین واکنش‌های تعویض پیوند به شدت آهسته (منجمد) هستند و ویتریمرها مانند ترموست‌های کلاسیک در این دما رفتار می‌کنند. رفتار این پلیمرها، دریچه‌ای از امکان‌های جدید در کاربرد ترموست‌ها می‌گشاید؛ مثلاً به عنوان یک ماده خود-ترمیم شونده یا ماده به راحتی فرآیندپذیر در یک محدوده دمایی وسیع کاربرد دارند.
علاوه بر رزین‌های اپوکسی بر پایه دی گلیسیدیل اتر بیسفنول ای، شبکه‌های پلیمری دیگر برای تولید ویتریمرها به کار گرفته شده‌اند، از جمله پلی استرهای آروماتیک، پلی لاکتیک اسید (پلی لاکتاید)،پلی هیدروکسی یورتان ها، روغن سویا اپوکسی دار شده با سیتریک اسید و پلی بوتادین. ویتریمرها در اوایل دهه ۲۰۱۰ توسط یک پژوهشگر فرانسوی، به نام لودویک لیبلر از CNRS، به این نام، نامگذاری شدند.

## پیشینه و اهمیت
ترموپلاستیک‌ها به راحتی پردازش می‌شوند، اما به راحتی توسط مواد شیمیایی و تنش مکانیکی خورده می‌شوند، در حالی که عکس این موضوع در مورد گرماسخت صادق است. این تفاوت‌ها از نحوه نگه داشتن زنجیره‌های پلیمری در کنار هم ناشی می‌شود.
از نظر تاریخی، سیستم‌های پلیمری ترموست که به واسطه تغییرات توپولوژی در شبکه‌های کووالانسی به واسطه واکنش‌های تبادل پیوند قابل پردازش بودند نیز توسط گروه جیمز اکونومی در UIUC در دهه ۱۹۹۰ توسعه یافتند از جمله مستحکم کردن لایه‌های کامپوزیتی ترموست. همچنین، گروه اقتصاد مطالعاتی را با استفاده از طیف‌سنجی جرمی یونی ثانویه (SIMS) بر روی لایه‌های ویتریمر کاملاً خشک شده دوتره و دوتره نشده انجام داد تا مقیاس‌های طولی (<۵۰nm) را متمایز کند. برای نفوذ فیزیکی بین اتم‌های سازنده ویتریمر شواهد حاکی از حذف نفوذ فیزیکی زنجیره‌های پلیمری به عنوان مکانیزم حاکم برای پیوند بین لایه‌های شیشه‌ای است.
ترموپلاستیک‌ها از زنجیره‌های مولکولی پیوند کووالانسی ساخته شده‌اند که توسط برهمکنش‌های ضعیف (مثلاً نیروهای واندروالس) به هم متصل می‌شوند. برهمکنش‌های بین مولکولی ضعیف منجر به فرآیندپذیری آسان با ذوب (یا در برخی موارد از محلول) می‌شود، اما همچنین پلیمر را مستعد خزش حلال‌ها تحت بار ثابت می‌کند. ترموپلاستیک‌ها می‌توانند به‌طور برگشت‌پذیر بالاتر از دمای انتقال شیشه ای یا نقطه ذوب کریستالی خود تغییر شکل داده و توسط اکستروژن، قالب‌گیری تزریقی و جوشکاری شوند.
از سوی دیگر، ترموست‌ها از زنجیره‌های مولکولی ساخته شده‌اند که با پیوندهای کووالانسی به هم متصل شده و شبکه ای پایدار را تشکیل می‌دهند؛ بنابراین، آنها دارای خواص مکانیکی برجسته و مقاومت حرارتی و شیمیایی هستند. آنها بخشی ضروری از اجزای ساختاری در صنایع خودروسازی و هواپیماسازی هستند. به دلیل پیوند برگشت‌ناپذیر آنها توسط پیوندهای کووالانسی، قالب‌گیری پس از اتمام پلیمریزاسیون امکان‌پذیر نیست؛ بنابراین باید به شکل دلخواه پلیمریزه شوند که زمان بر بوده و شکل را محدود می‌کند و قیمت بالای آنها را بر عهده دارد.
با توجه به این موضوع، اگر بتوان زنجیره‌ها را با پیوندهای کووالانسی برگشت‌پذیر و قوی در کنار هم نگه داشت، پلیمر حاصل از مزایای هر دو نوع ترموپلاستیک و ترموست، از جمله فرایند پذیری بالا، قابلیت تعمیر و کارایی بالا را خواهد داشت. ویتریمرها خواص مطلوب هر دو کلاس را با هم ترکیب می‌کنند: آنها دارای خواص مکانیکی و حرارتی ترموست هستند و همچنین می‌توانند تحت تأثیر گرما قالب‌گیری شوند. ویتریمرها را می‌توان مانند شیشه‌های سیلیکونی یا فلزات جوش داد. جوشکاری با گرمایش ساده امکان ایجاد اجسام پیچیده را فراهم می‌کند. بنابراین ویتریمرها می‌توانند یک کلاس جدید و امیدوارکننده از مواد با کاربردهای فراوان باشند.
اصطلاح ویتریمر توسط محقق فرانسوی لودویک لیبلر، رئیس آزمایشگاه در CNRS، مؤسسه تحقیقات ملی فرانسه ایجاد شد. در سال ۲۰۱۱، لایبلر و همکارانش شبکه‌های سیلیس مانند را با استفاده از واکنش ترانس استریفیکاسیون اپوکسی و اسیدهای چرب دی کربوکسیلیک یا تری کربوکسیلیک توسعه دادند. شبکه‌های سنتز شده دارای هر دو گروه هیدروکسیل و استر هستند که در دماهای بالا تحت واکنش‌های تبادلی (ترانس استریفیکاسیون) قرار می‌گیرند و در نتیجه توانایی آسودگی تنش و چکش‌خواری مواد را ایجاد می‌کنند. از سوی دیگر، واکنش‌های مبادله تا حد زیادی با سرد شدن شبکه‌ها سرکوب می‌شوند که منجر به رفتاری مانند یک جامد نرم می‌شود. کل این فرایند فقط بر اساس واکنش‌های مبادله ای است که تفاوت اصلی آن با ترموپلاستیک‌ها است.

## اصل کارکردی

### شیشه و شیشه ساز
اگر مذاب یک پلیمر آمورف (آلی) سرد شود، در دمای انتقال شیشه ای Tg جامد می‌شود. در هنگام سرد شدن، سختی پلیمر در همسایگی Tg چندین مرتبه قدر افزایش می‌یابد. این سخت شدن از معادله ویلیامز-لاندل-فری پیروی می‌کند، نه از معادله آرنیوس. بنابراین پلیمرهای آلی را شکل دهنده شیشه شکننده می‌نامند. شیشه سیلیکونی (به عنوان مثال، شیشه پنجره)، در مقابل به عنوان یک شیشه قوی برچسب گذاری شده‌است. ویسکوزیته آن در مجاورت نقطه انتقال شیشه ای Tg بسیار آهسته تغییر می‌کند و از قانون آرنیوس پیروی می‌کند. این چیزی است که اجازه دمیدن شیشه را می‌دهد. اگر کسی بخواهد یک پلیمر آلی را به روشی مشابه شیشه شکل دهد، در ابتدا محکم و کاملاً کمی بالاتر از Tg مایع می‌شود. برای دمیدن شیشه از پلیمرهای آلی، دما باید بسیار دقیق کنترل شود.
تا سال ۲۰۱۰، هیچ سازنده شیشه ای قوی آلی شناخته نشده بود. شکل دهنده‌های شیشه قوی را می‌توان به همان شکلی که شیشه (دی‌اکسید سیلیکون) شکل می‌گیرد، شکل داد. ویتریمرها اولین ماده کشف شده از این دست هستند که می‌توانند در دماهای بالا مانند سیال ویسکوالاستیک رفتار کنند. برخلاف مذاب‌های پلیمری کلاسیک، که خواص جریان آن تا حد زیادی به اصطکاک بین مونومرها بستگی دارد، ویتریمرها به دلیل واکنش‌های تبادل در دماهای بالا و همچنین اصطکاک مونومر به سیال ویسکوالاستیک تبدیل می‌شوند. این دو فرایند دارای انرژی‌های فعال‌سازی متفاوتی هستند که در نتیجه طیف وسیعی از تغییرات ویسکوزیته ایجاد می‌شود. علاوه بر این، از آنجایی که واکنش‌های تبادلی از قانون آرنیوس پیروی می‌کنند، تغییر ویسکوزیته ویتریمرها نیز به دنبال رابطه آرنیوس با افزایش دما است که تفاوت زیادی با پلیمرهای آلی معمولی دارد.

### اثر ترنس استریفیکاسیون و تأثیر دما
گروه تحقیقاتی به رهبری لودویک لیبلر اصل عملکرد ویتریمرها را در نمونه ترموست اپوکسی نشان دادند. ترموست اپوکسی را می‌توان به عنوان ویتریمر نشان داد، زمانی که واکنش‌های ترانس استریفیکاسیون را می‌توان معرفی و کنترل کرد. در سیستم مورد مطالعه به عنوان سخت‌کننده باید از اسیدهای کربوکسیلیک یا انیدریدهای کربوکسیلیک اسید استفاده شود. تغییر توپولوژی با واکنش‌های ترانس استریفیکاسیون امکان‌پذیر است. این واکنش‌های ترانس استریفیکاسیون بر تعداد پیوندها یا عملکرد (متوسط) پلیمر تأثیری نمی‌گذارد، به این معنی که نه تجزیه پیوندهای پلیمری و نه کاهش یکپارچگی پلیمرها هنگام انجام واکنش‌های ترانس استری اتفاق می‌افتد. به این ترتیب پلیمر می‌تواند مانند یک مایع ویسکوالاستیک در دماهای بالا جریان یابد. هنگامی که دما کاهش می‌یابد، واکنش‌های ترانس استریفیکاسیون کند می‌شوند، تا زمانی که در نهایت یخ بزنند (بسیار آهسته باشند). زیر این نقطه ویتریمرها مانند ترموست‌های معمولی و کلاسیک رفتار می‌کنند. پلیمرهای مورد مطالعه نشان داده شده، بسته به چگالی شبکه پیوند، مدول الاستیکی از ۱مگاپاسکال تا ۱۰۰ مگاپاسکال را ارائه کردند.
نشان داده شده‌است که غلظت گروه‌های استر در ویتریمرها تأثیر زیادی بر سرعت واکنش‌های ترانس استریفیکاسیون دارد. در کار انجام شده توسط Hillmyer و همکارانش در مورد ویتریمرهای پلی اکتید، آنها نشان دادند که هر چه گروه‌های استر بیشتری در پلیمر وجود داشته باشد، سرعت آرام سازی سریعتر خواهد بود و منجر به عملکرد خود ترمیمی بهتر می‌شود. ویتریمرهای پلی اکتیدی که با واکنش‌های پیوند متقابل پلی((±)-لاکتید ستاره شکل ۴ بازویی هیدروکسیل پایانه دار) (HTSPLA) و متیلن دی فنیل دی ایزوسیانات (MDI) با حضور کاتالیزور قلع (II) اتصال عرضی و ترانس استریفیکاسیون سنتز می‌شوند. گروه‌های استری بسیار بیشتری نسبت به تمام ویتریمرهای قبلی دارند؛ بنابراین، این ماده در مقایسه با سایر سیستم‌های ویتریمر مبتنی بر پلی‌استر، نرخ آسودگی تنش بسیار بالایی دارد.

## کاربردها
استفاده‌های زیادی بر این اساس قابل تصور است. تخته موج‌سواری از ویتریمرها را می‌توان به شکل جدیدی درآورد، خراش‌های روی بدنه خودرو را می‌توان برطرف کرد و اقلام پلاستیکی یا لاستیکی مصنوعی را که دارای پیوند متقاطع هستند، جوش داد. ویتریمرهایی که از متاتز دی‌اکسابورولان‌ها با پلیمرهای مختلف که به صورت تجاری در دسترس هستند تهیه می‌شوند، می‌توانند هم پردازش‌پذیری خوب و هم عملکرد فوق‌العاده‌ای مانند مقاومت مکانیکی، حرارتی و شیمیایی داشته باشند. پلیمرهایی که می‌توانند در چنین روش‌شناسی مورد استفاده قرار گیرند، از پلی (متیل متاکریلات)، پلی ایمین، پلی استایرن، تا پلی اتیلن با چگالی بالا و ساختارهای قوی متقاطع هستند که این روش آماده‌سازی ویتریمرها را قادر می‌سازد در طیف وسیعی از صنایع به کار رود. کار اخیر ناسا بر روی چسب‌های برگشت‌پذیر برای مونتاژ در فضا، از یک سیستم شیشه‌ای با کارایی بالا به نام کوپلی استر ترموست آروماتیک (ATSP) به عنوان پایه‌ای برای پوشش‌ها و کامپوزیت‌های قابل اتصال برگشت‌پذیر در حالت جامد استفاده کرده‌است - که امکانات جدیدی را برای مونتاژ بزرگ‌ها فراهم می‌کند. ساختارهای پیچیده برای اکتشاف و توسعه فضا استارت‌آپ Mallinda ادعا می‌کند که در بازار کامپوزیت‌ها از انرژی باد، کالاهای ورزشی، خودرو، هوافضا، دریایی و مخازن تحت فشار تقویت‌شده با فیبر کربن و سایر موارد کاربرد دارد.